# 弗拉茨 (內布拉斯加州)
弗拉茨（英語：Flats）是位於美國內布拉斯加州麥克弗森縣的非建制地區。

## 歷史
弗拉茨的郵局於1919年設立，其後於1972年停運。

## 地理
弗拉茨所處的海拔為高於海平面1048米（即3438英呎），而該地所採用的時區為UTC-6，即北美中部时区（CST）。同時該地設有夏令時間，為UTC-6調快一小時，即UTC-5（CDT）。